# Авиация ПВО
Авиация ПВО — составная часть войск противовоздушной обороны вооружённых сил.

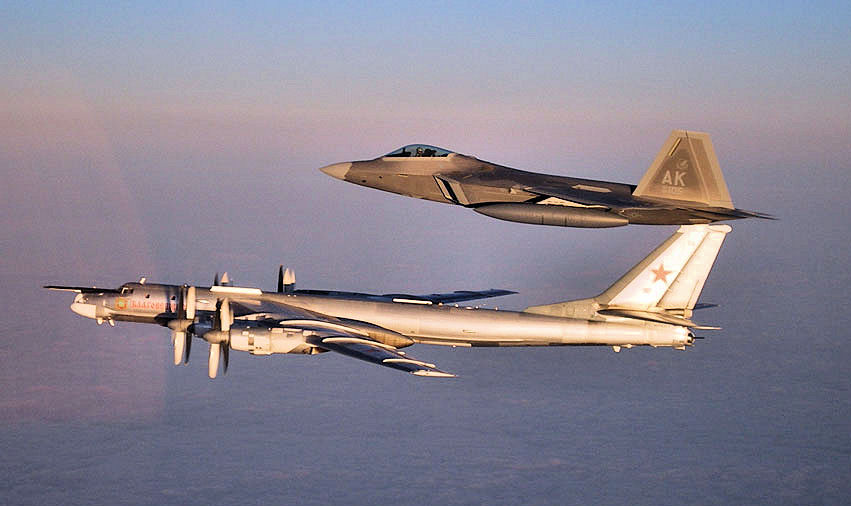
Истребитель-перехватчик F-22 Авиации ПВО NORAD сопровождает Ту-95 ВВС РФ у побережья Аляски.
2007 год

Во многих государствах входит в состав ВВС.

## Назначение

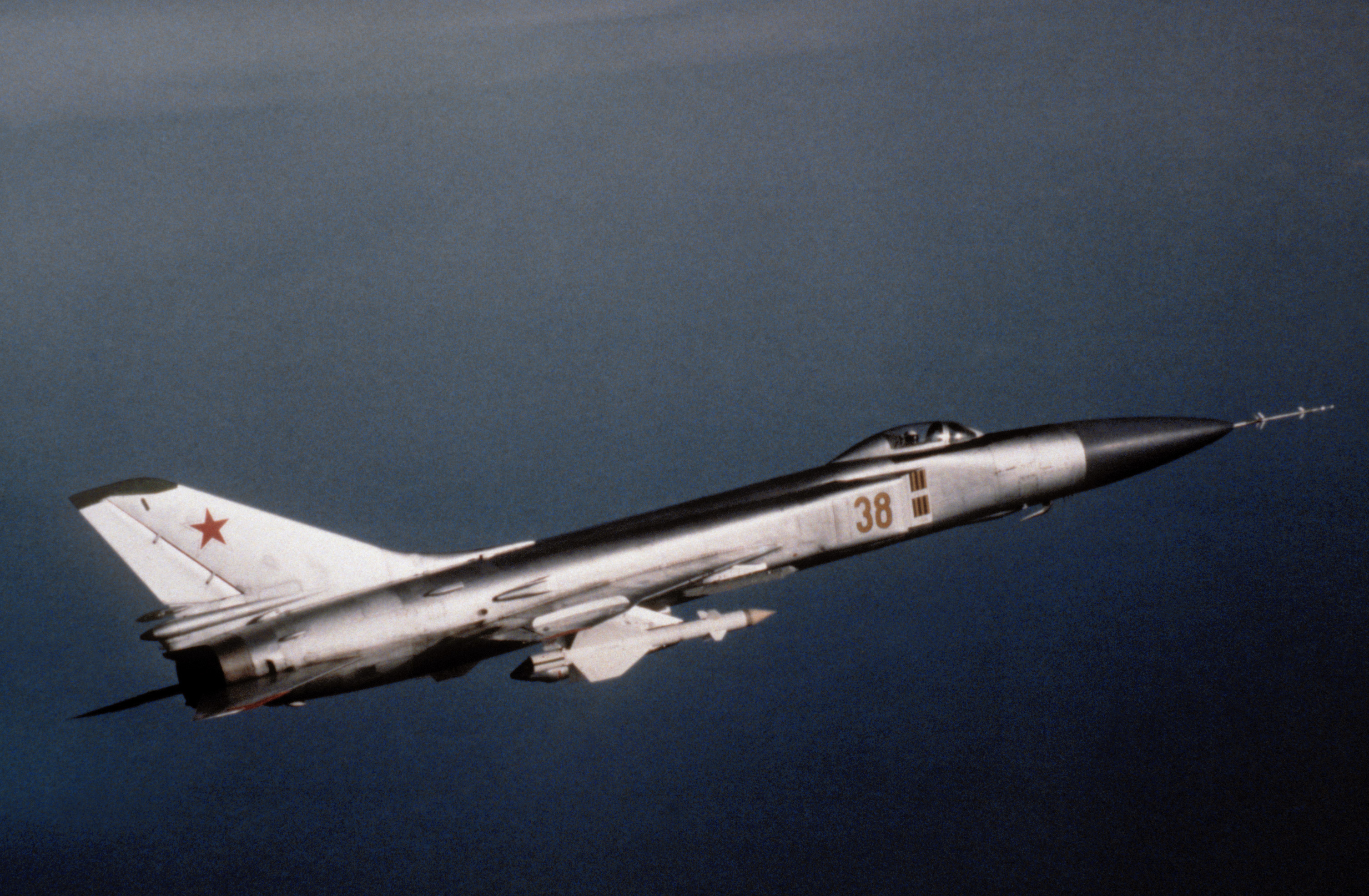
Су-15 — основной перехватчик Авиации ПВО СССР в период с 1960-х по конец 1980-х годов.
Самолётом данного типа был сбит в 1983 году южнокорейский пассажирский самолёт Боинг 747

Авиация ПВО предназначена для противодействия воздушно-космическому противнику, прикрытия группировок вооружённых сил, важных военных и государственных объектов от удара авиации противника.

## Состав
Включает в свой состав истребительные авиационные части, подразделения самолётов ДРЛО, подразделения военно-транспортной авиации а также вертолётные подразделения.

## СССР

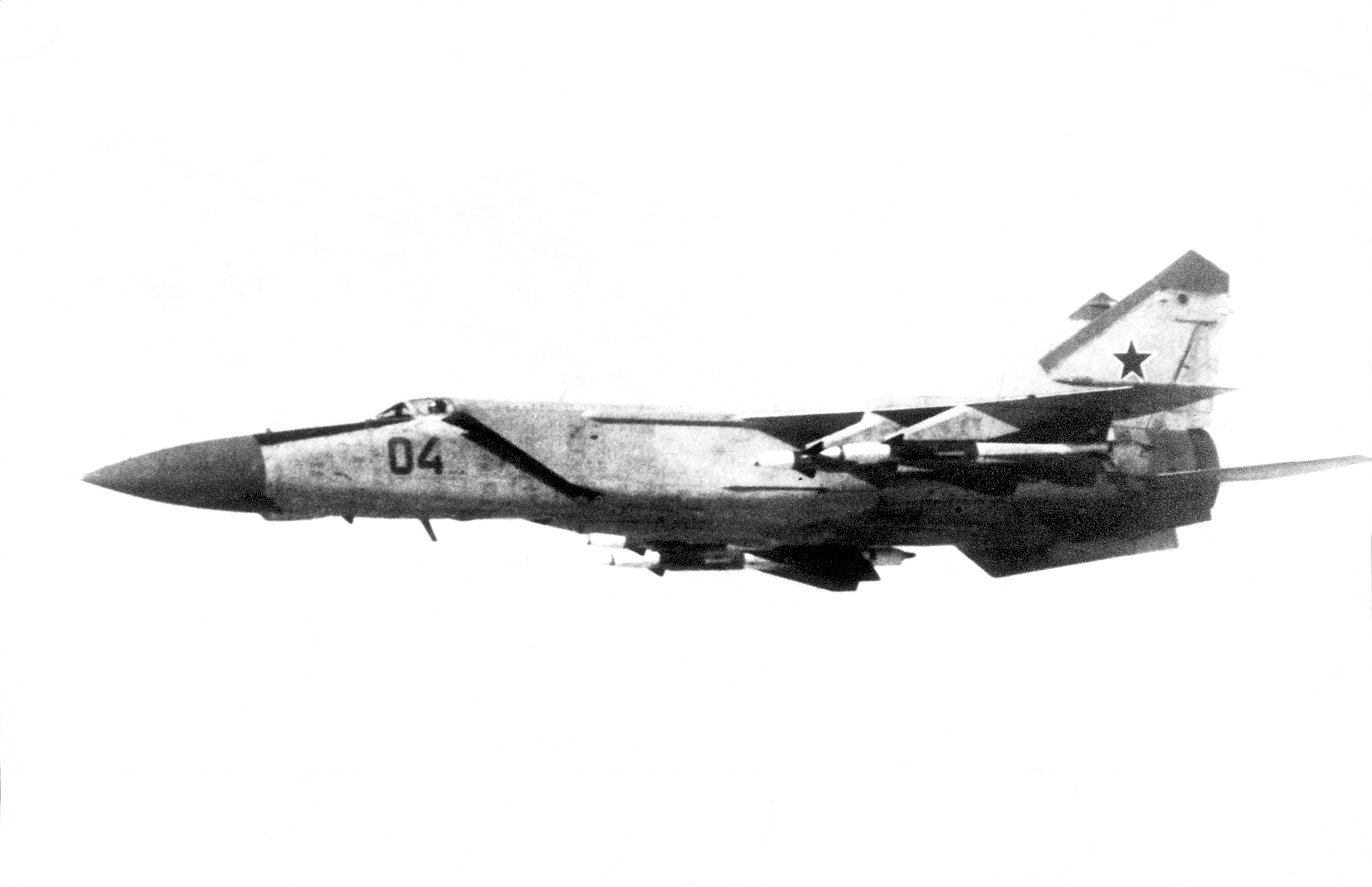
МиГ-25 — истребитель-перехватчик Авиации ПВО СССР в 70-е годы.
Самый высокоскоростной перехватчик в мировом авиастроении, выпускавшийся серийно.
1985 год

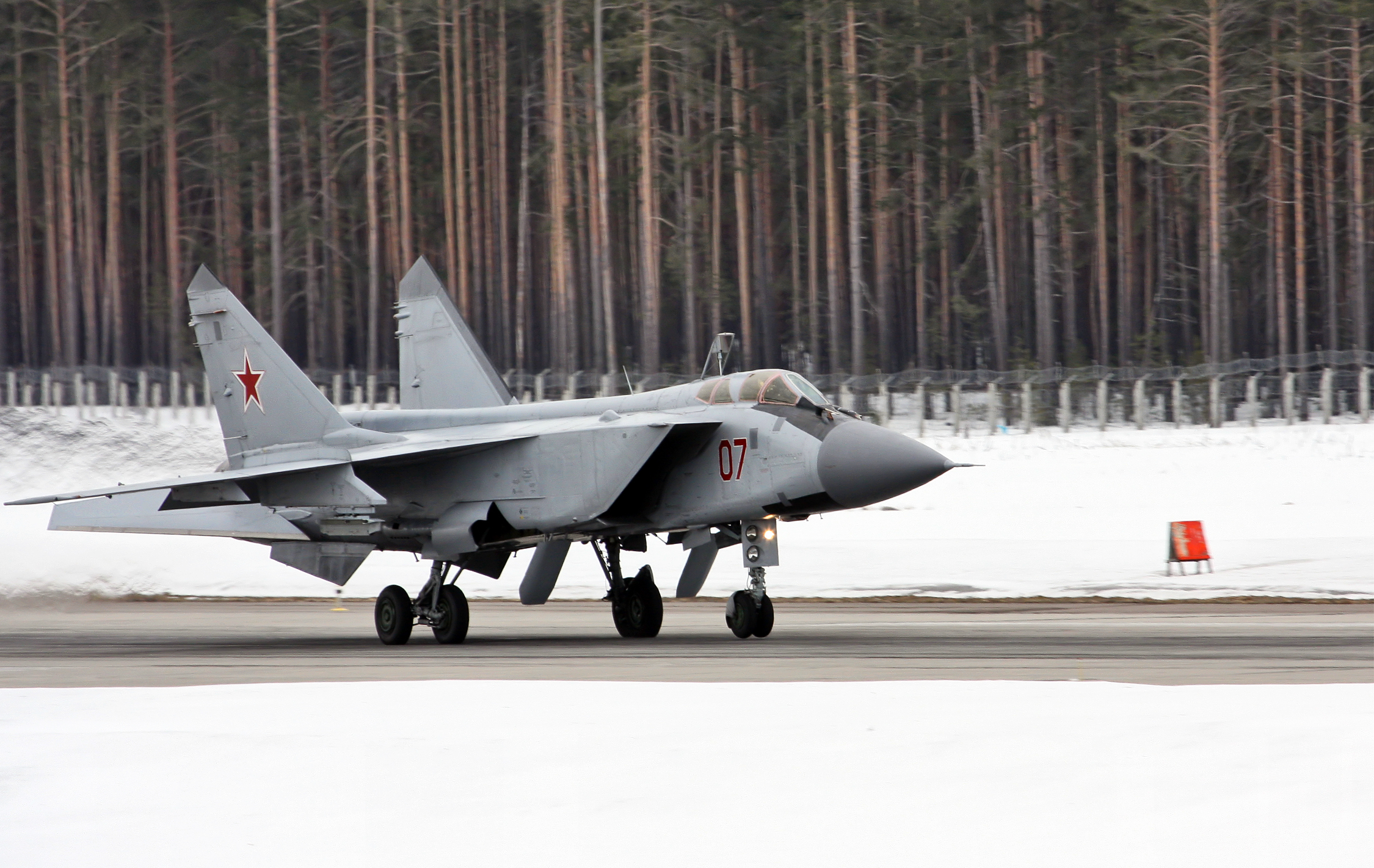
МиГ-31 — основной истребитель-перехватчик Авиации ПВО России.
2011 год

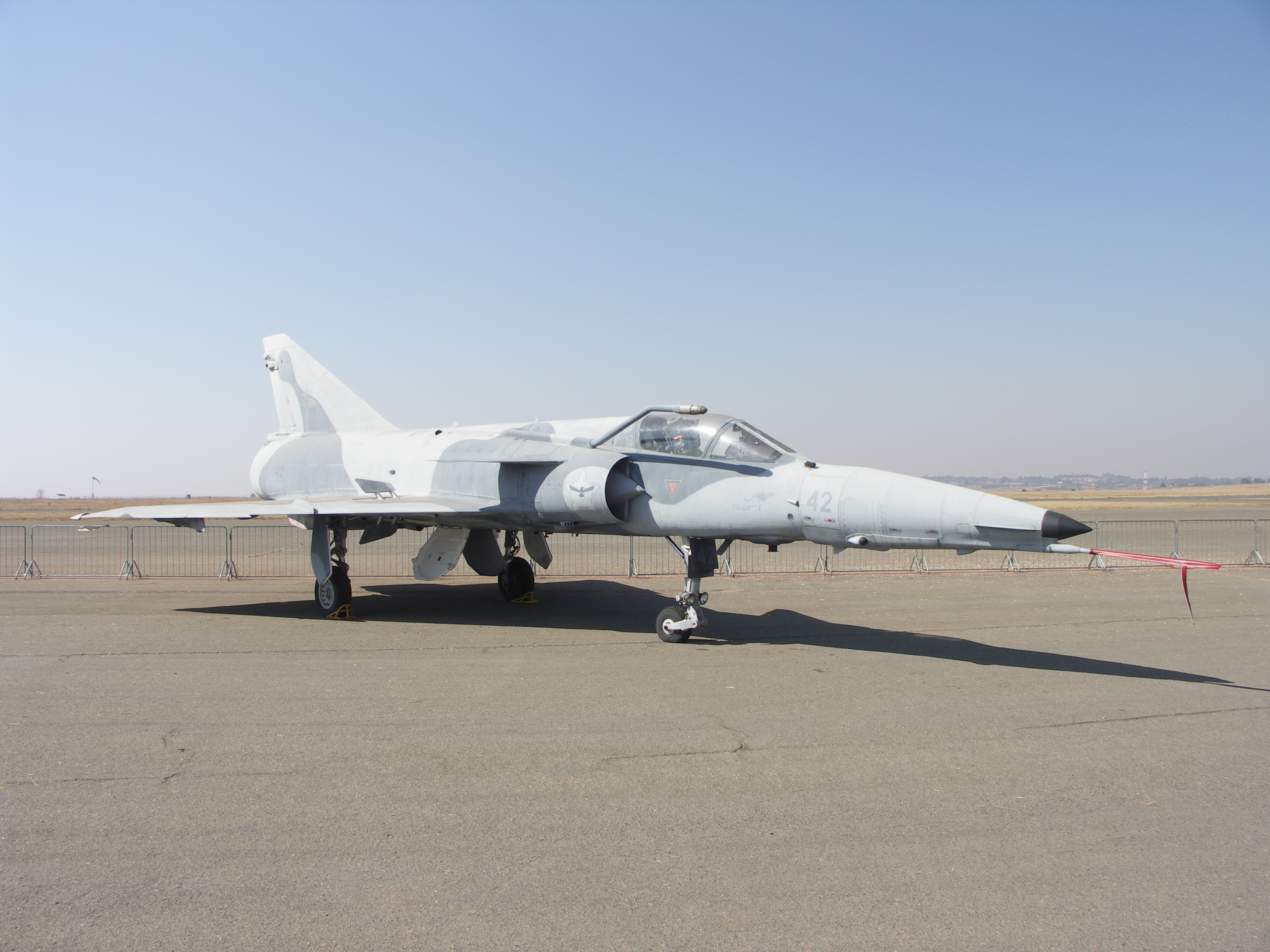
Atlas Cheetah — перехватчик Истребительной авиации ПВО ЮАР.
2008 год

Авиация ПВО являлась составной частью Войск ПВО СССР и была сформирована в 1942 году.
С момента своего создания и на протяжении Великой Отечественной войны авиационные части в Войсках ПВО СССР были сведены в авиационные дивизии ПВО, состоявшие только из истребительных авиационных полков ПВО, имевших на вооружении предназначенные для перехвата вражеской авиации истребители. Командующий истребительной авиацией являлся заместителем по авиации командующего войсками ПВО.
В послевоенный период истребительная авиация ПВО с 1946 года долгое время находилась в двойственном подчинении: в вопросах боевой подготовки, наземного инженерно-технического и аэродромного обеспечения, обеспечения боевой техникой и всеми видами специального снабжения оно подчинялось Главному командованию Военно-воздушных сил СССР, а в организационном плане оставалось в составе войск ПВО, командующий которыми отвечал за оперативное использование, боевое применение, взаимодействие ИА ПВО с другими видами ПВО. Только после выделения войск ПВО в самостоятельный вид Вооружённых Сил в 1954 году это двуначалие было устранено, что положительно сказалось на деятельности  ИА ПВО (в 1980 году ИА ПВО вновь передали в ведение ВВС, но уже в 1986 году эта реорганизация была отменена как неправильная). 
Истребительные авиационные полки ПВО в разные периоды своей истории входили в состав корпусов ПВО, дивизий ПВО и районов ПВО, куда кроме авиационных частей входили соединения зенитной артиллерии, зенитно-ракетные и радиотехнические полки и бригады. В послевоенный период к ним добавились подразделения военно-транспортной авиации для решения вопросов снабжения удалённых гарнизонов а также вертолётные подразделения, решавшие задачи поисково-спасательной службы.
Первоначально ИА ПВО была вооружена теми же типами истребителей, что и истребительная авиация ВВС. С конца 1950-х годов на вооружение стали поступать специализированные истребители-перехватчики МиГ-17П, МиГ-19П, Як-25П, Су-9, Су-15 и другие. К середине 1980-х годов основными истребителями-перехватчиками ИА ПВО являлись МиГ-23, Су-15ТП, МиГ-25, МиГ-31, Ту-128 и Як-28П. К 1991 году к ним добавились Су-27 и МиГ-29. Также на вооружении стоял весьма значительный парк самолётов специальной авиации: самолёты ДРЛО А-50 и Ту-126, самолёты-мишени (в этом качестве наиболее широко использовались устаревшие МиГ-15, но были и некоторые другие), транспортные самолёты и вертолёты.

## Российская Федерация
В Российской Федерации после передачи Войск ПВО в состав ВВС туда же перешла и истребительная авиация. После серии реорганизаций и переподчинений в настоящее время (начало 2024 года) истребительная авиация ПВО входит в состав армий ВВС и ПВО ВКС России, в которых объединена в дивизиях ПВО.
Командующими авиацией ПВО в СССР и РФ являлись:
- апрель 1946 — январь 1947 — генерал-полковник авиации Климов, Иван Дмитриевич
- январь 1947 — август 1948 — генерал-лейтенант авиации Пестов, Серафим Александрович
- август 1948 — май 1953 — генерал-лейтенант авиации Савицкий, Евгений Яковлевич
- май 1953 — январь 1954 — генерал-лейтенант авиации Мачин, Михаил Григорьевич
- ноябрь 1954 — июнь 1966 — генерал-лейтенант авиации, с 1958 генерал-полковник авиации, с 1961 маршал авиации Савицкий, Евгений Яковлевич
- июнь 1966 — апрель 1969 — генерал-лейтенант авиации Кадомцев, Анатолий Леонидович
- апрель 1969 — апрель 1977 — генерал-полковник авиации Боровых, Андрей Егорович
- апрель 1977 — март 1987 — генерал-лейтенант авиации, с 1981 генерал-полковник авиации Москвителев, Николай Иванович
- март 1987 — март 1998 — генерал-майор авиации, с 1989 генерал-лейтенант авиации, с 1993 генерал-полковник авиации Андреев, Владимир Иванович

## Организационные различия по государствам

### США—Канада
Оба эти государства имеют объединённую систему ПВО Северной Америки — NORAD (англ. North American Air Defence Command). Авиация ПВО входит в состав данной системы. В ней задействовано 30 авиационных баз. Одновременно дежурство несут 8 авиационных эскадрилий, в составе которых 130 истребителей-перехватчиков и 8 самолётов ДРЛО (AWACS).
Воздушное пространство над Вашингтоном охраняет 113-е авиационное крыло ВВС Национальной гвардии. На вооружении авиационных частей NORAD имеются истребители F-15, F-16 и F-22.

### Израиль
В Вооружённых силах Израиля Войска ПВО и ВВС организационно сведены в одно объединение уровня воздушной армии под общим командованием.
Авиация ПВО представлена 2 авиационными эскадрильями входящими в состав Войск ПВО. Имеет на вооружении истребители-перехватчики F-15.

### ЮАР
В Вооружённых силах ЮАР Авиация ПВО именуется Истребительная авиация ПВО и является частью ВВС ЮАР. Имеет на вооружении 38 истребителей Atlas Cheetah